# Alexandria (Románia)
Alexandria Teleorman megye székhelye, Munténiában, Romaniában, a Vedea folyó jobb partján helyezkedik el. Népessége 2011-ben 45 434 fő volt. 

## Fekvése
A város a Román-alföld déli részén, a Vedea folyó jobb partján helyezkedik el 41 m-es tengerszint feletti magasságban. A fővárostól, Bukaresttől, nyugatra, 88 km-re található.

## Történelem
Annak ellenére, hogy Alexandriát viszonylag fiatal városnak tekintik, a környéken végzett régészeti kutatások alapján tudni lehet, hogy már a paleolit és neolit korban is éltek a mai város helyén. A várost 1834-ben alapította Alexandru Dimitrie Ghica uralkodó, akiről a város jelenlegi nevét is kapta. 1837-ben a település nagy részét egy tűzvész elpusztította, de hamar felépült Moritz von Ott  mérnök tervei alapján és 1840-ben már városi rangra emelték. 1977. március 4-én a Romániát sújtó hatalmas földrengés itt is nagy pusztításokat végzett. Alexandria 1979. július 27-én lett Teleorman megye székhelye.

## Népesség
A város népessége a 2002-ben végzett népszámlálási adatok alapján 58651 fő volt.
Nemzetiségi/etnikai megoszlás:
- Román: 48 153 lakos – 95,36%
- Roma: 2278 lakos – 4,51%
- Magyar: 18 lakos – 0,03%
- Német: 11 lakos – 0,02%
- Egyéb: bolgár, török, olasz, zsidó, szerb, görög, ukrán, lipovár, tatár, szlovák, lengyel – 25 lakos – 0,1%.

## Turisztikai látnivalók
- Ortodox székesegyház ami 1869 és 1898 között épült, bizánci-román stílusban, Stefan Luchian és Constantin Artachino 1898-ban készített belső falfestményeivel. Itt helyezték el annak a hercegnek csontjait, akinek tiszteletére a székesegyház nevét adták: Alexandru Dimitrie Ghica.
- Egyéb templomok.
- Az 1907-es felkelés során megölt parasztok emlékére felállított emlékmű.
- Az első világháború alatt elesett katonák emlékműve.
- Alexandru Ghica és Alexandru Ioan Cuza mellszobra
- Megyei múzeum

## Itt született
- Anghel Demetriescu (1847 – 1903), történész, író.
- Liviu Vasilică (1950 – 2004), népzenei előadó

## Helyi média
- Gazeta de Teleorman – Újság
- Presa – Újság
- Teleormanul – Újság
- Stiri locale, Teleorman – Internetes újság Archiválva 2008. április 16-i dátummal a Wayback Machine-ben

## Érdekességek
2018-ban egy felmérés Románia legélhetetlenebb városának találta.